# 山口 (小惑星)
山口（やまぐち、15841 Yamaguchi）は小惑星帯の小惑星。愛媛県久万高原町（当時は久万町）の久万高原天体観測館で中村彰正が発見した。
発見者が生まれた山口県に因んで命名された。